# Vittajärvi (Jukkasjärvi socken, Lappland, 749974-172774)
Vittajärvi är en sjö i Kiruna kommun i Lappland och ingår i Kalixälvens huvudavrinningsområde. Sjöns area är 0,04 kvadratkilometer och den befinner sig 367 meter över havet.